# Potamorrhaphis
El género Potamorrhaphis son peces agujones de la familia belónidos, la cual está ampliamente representada en ríos y lagos de agua dulce de América del Sur. Con el característico cuerpo alargado y pico afilado de la familia.

## Especies
Existen cuatro especies válidas en este género:
- Potamorrhaphis eigenmanni (Miranda Ribeiro, 1915) - Pez aguja
- Potamorrhaphis guianensis (Jardine, 1843) - Aguja, Lápiz
- Potamorrhaphis labiatus (Sant'Anna, Delapieve y Reis, 2012)
- Potamorrhaphis petersi (Collette, 1974)